# Allogamus hilaris
Allogamus hilaris là một loài Trichoptera trong họ Limnephilidae. Chúng phân bố ở miền Cổ bắc.